# Saison 2020-2021 de l'USL Dunkerque
Maillots
Dernière mise à jour : 9 juin 2020.
Chronologie
Saison précédente Saison suivante
L'USL Dunkerque joue lors de la saison 2020-2021 la trente-cinquième saison de Ligue 2 de son histoire, la première depuis 25 ans. Jean-Pierre Scouarnec commence sa septième saison en tant que président du club et Fabien Mercadal est de retour en tant qu'entraîneur après avoir occupé cette fonction de 2012 à 2016.

## Joueurs

### Transferts
| Nom                   | Nationalité   | Poste      | Transfert       | Provenance/Destination   | Division    | Référence        |
| --------------------- | ------------- | ---------- | --------------- | ------------------------ | ----------- | ---------------- |
| Arrivées              |               |            |                 |                          |             |                  |
| Fabien Mercadal       | France        | Entraîneur | Libre           | -                        | -           | Site du club     |
| Harouna Sy            | Mauritanie    | Défenseur  | Libre           | KCV Roeselare            | Division 2  | Site du club     |
| Billy Ketkeophomphone | France        | Attaquant  | Libre           | SO Cholet                | National 1  | Site du club     |
| Kévin Rocheteau       | France        | Attaquant  | Transfert (? €) | SO Cholet                | National 1  | Site du club     |
| Adon Gomis            | France        | Défenseur  | Libre           | Stade lavallois          | National 1  | Site du club     |
| Ilan Kebbal           | Algérie       | Milieu     | Prêt            | Stade de Reims           | Ligue 1     | Site de l'Équipe |
| Leverton Pierre       | Haïti         | Milieu     | Libre           | FC Metz                  | Ligue 1     | Site du club     |
| Redouane Kerrouche    | France        | Milieu     | Libre           | Le Puy Foot              | National 2  | Site du club     |
| Alioune Ba            | France        | Défenseur  | Libre           | Us Orléans               | National 1  | Site du club     |
| Ibrahim Cissé         | France        | Défenseur  | Libre           | Angers SCO               | Ligue 1     | Site du club     |
| Jérémy Vachoux        | France        | Gardien    | Libre           | US Orléans               | National 1  | Site du club     |
| Malik Tchokounté      | France        | Attaquant  | Transfert       | SM Caen                  | Ligue 2     | Site du club     |
| Fantamady Diarra      | Mali          | Attaquant  | Libre           | LB Châteauroux           | Ligue 2     | Site du club     |
| Départs               |               |            |                 |                          |             |                  |
| Claude Robin          | France        | Entraîneur | Fin de contrat  | -                        | -           | Site du club     |
| Nathan Bizet          | France        | Attaquant  | Fin de contrat  | -                        | -           | Site du club     |
| Rayane Chayebi        | France        | Milieu     | Fin de contrat  | -                        | -           | Site du club     |
| Hakim Kourra          | France        | Milieu     | Fin de contrat  | -                        | -           | Site du club     |
| Ludovic Gamboa        | France        | Milieu     | Fin de contrat  | -                        | -           | Site du club     |
| Mohamed Bayo          | France        | Attaquant  | Fin de prêt     | Clermont Foot            | Ligue 2     | Site du club     |
| Wilfrid Ebane         | Côte d'Ivoire | Défenseur  | Fin de prêt     | FC Lorient               | Ligue 1     | Site du club     |
| Iron Gomis            | France        | Milieu     | Fin de prêt     | Amiens SC                | Ligue 2     | Site du club     |
| Alexandre Lauray      | France        | Défenseur  | Fin de prêt     | FC Girondins de Bordeaux | Ligue 1     | Site du club     |
| Leverton Pierre       | Haïti         | Milieu     | Fin de prêt     | FC Metz                  | Ligue 1     | Site du club     |
| Alexis Calant         | France        | Défenseur  | Libéré          | RAAL La Louvière         | Nationale 1 | Site du club     |

| Nom      | Nationalité | Poste | Transfert | Provenance/Destination | Division | Référence |
| -------- | ----------- | ----- | --------- | ---------------------- | -------- | --------- |
| Arrivées |             |       |           |                        |          |           |
| Départs  |             |       |           |                        |          |           |

## Détail des matchs

### Ligue 2

#### Classement
| Rang | Équipe                  | Pts | J  | G  | N  | P  | Bp | Bc | Diff | Promotion, qualification ou relégation |
| ---- | ----------------------- | --- | -- | -- | -- | -- | -- | -- | ---- | -------------------------------------- |
| 14   | Pau FC P                | 44  | 38 | 11 | 11 | 16 | 42 | 49 | −7   |                                        |
| 15   | Rodez AF                | 43  | 38 | 8  | 19 | 11 | 38 | 44 | −6   |                                        |
| 16   | USL Dunkerque P         | 41  | 38 | 10 | 11 | 17 | 34 | 47 | −13  |                                        |
| 17   | SM Caen                 | 41  | 38 | 9  | 14 | 15 | 34 | 49 | −15  |                                        |
| 18   | Chamois niortais FC (O) | 41  | 38 | 9  | 14 | 15 | 34 | 58 | −24  | Participation au barrage de relégation |

## Saison 2020-2021

### Derbys de la saison

#### Championnat
| Club          | Aller | Retour | Club         |
| ------------- | ----- | ------ | ------------ |
| USL Dunkerque | 1 - 0 | 0 - 1  | Valenciennes |

### Résultats par journée
| Journée   | 01 | 02 | 03 | 04 | 05 | 06 | 07 | 08 | 09 | 10 | 11 | 12 | 13 | 14 | 15 | 16 | 17 | 18 | 19 | 20 | 21 | 22 | 23 | 24 | 25 | 26 | 27 | 28 | 29 | 30 | 31 | 32 | 33 | 34 | 35 | 36 | 37 | 38 |
| --------- | -- | -- | -- | -- | -- | -- | -- | -- | -- | -- | -- | -- | -- | -- | -- | -- | -- | -- | -- | -- | -- | -- | -- | -- | -- | -- | -- | -- | -- | -- | -- | -- | -- | -- | -- | -- | -- | -- |
| Terrain   | E  | D  | E  | D  | E  | D  | E  | D  | E  | D  | E  | D  | E  | D  | E  | D  | D  | E  | D  | E  | D  | E  | D  | E  | D  | E  | D  | E  | D  | E  | D  | E  | D  | E  | E  | D  | E  | D  |
| Résultats | V  | N  | D  | V  | D  | V  | D  | D  | V  | D  | V  | N  | D  | V  | D  | D  | D  | D  | N  | D  | V  | D  | N  | N  | D  | N  | N  | D  | V  | D  | N  | V  | N  | N  | D  | V  | D  | N  |
| Points    | 3  | 4  | 4  | 7  | 7  | 10 | 10 | 10 | 13 | 13 | 16 | 17 | 17 | 20 | 20 | 20 | 20 | 20 | 21 | 21 | 24 | 24 | 25 | 26 | 26 | 27 | 28 | 28 | 31 | 31 | 32 | 35 | 36 | 37 | 37 | 40 | 40 | 41 |
| Place     | 6  | 3  | 10 | 6  | 10 | 7  | 10 | 13 | 10 | 12 | 9  | 10 | 11 | 9  | 11 | 11 | 12 | 13 | 13 | 14 | 14 | 14 | 14 | 15 | 16 | 16 | 16 | 16 | 16 | 17 | 17 | 17 | 17 | 18 | 17 | 16 | 17 | 16 |

Source : lfp.fr (Ligue de football professionnel)
Terrain : D = Domicile ; E = Extérieur. Résultat : D = Défaite ; N = Nul ; V = Victoire.

### Statistiques diverses

#### Dunkerquois du mois
Chaque mois, les internautes élisent le meilleur joueur du mois écoulé sur le site officiel du club.
| Mois      | Joueur             |
| --------- | ------------------ |
| Août      | Redouane Kerrouche |
| Septembre |                    |
| Octobre   |                    |
| Novembre  |                    |
| Décembre  |                    |
| Janvier   |                    |
| Février   |                    |
| Mars      |                    |
| Avril     |                    |
| Mai       |                    |

### Autres

#### Buts
- Premier but de la saison : Nicolas Bruneel   55e lors de Toulouse FC - USL Dunkerque, le 22 août 2020.
- Premier penalty : Billy Ketkeophomphone   39e lors de USL Dunkerque - Clermont Foot 63, le 29 août 2020.
- Premier doublé : Cheick Fantamady Diarra   44e   55e, le 5 décembre 2020 lors de USL Dunkerque - La Berrichonne de Châteauroux.
- Premier triplé :
- But le plus rapide d'une rencontre :  Cheick Fantamady Diarra   1re, après 50 secondes exactement, lors de Chamois niortais FC - USL Dunkerque, le 21 novembre 2020.
- But le plus tardif d'une rencontre : Adon Gomis   75e lors de USL Dunkerque - Valenciennes FC, le 19 septembre 2020.
- Plus grande marge : 2 buts le 5 décembre 2020 lors de USL Dunkerque - La Berrichonne de Châteauroux.
- Plus grand nombre de buts marqués : 2 buts lors de plusieurs journées.
- Plus grand nombre de buts marqués en une mi-temps : 2 buts lors de la première mi-temps  de Chamois niortais FC - USL Dunkerque, le 21 novembre 2020.

#### Discipline
- Premier carton jaune : Leverton Pierre  31e lors de Toulouse FC - USL Dunkerque, le 22 août 2020
- Premier carton rouge : Redouane Kerrouche    60e lors de AC Ajaccio - USL Dunkerque, le 30 septembre 2020
- Carton jaune le plus rapide : Harouna Sy  5e lors de USL Dunkerque - En Avant Guingamp, le 3 octobre 2020
- Carton jaune le plus tardif : Emeric Dudouit  74e lors de USL Dunkerque - En Avant Guingamp, le 3 octobre 2020
- Carton rouge le plus rapide : Redouane Kerrouche    60e lors de AC Ajaccio - USL Dunkerque, le 30 septembre 2020
- Carton rouge le plus tardif : Redouane Kerrouche    60e lors de AC Ajaccio - USL Dunkerque, le 30 septembre 2020
- Plus grand nombre de cartons jaunes dans un match :  4 cartons (un pour Bruneel et Sy, deux pour Kerrouche) lors de AC Ajaccio - USL Dunkerque, le 30 septembre 2020
- Plus grand nombre de cartons rouges dans un match : 1 carton lors de AC Ajaccio - USL Dunkerque, le 30 septembre 2020

## Affluence et télévision

### Affluence
Pour le début de cette saison, la capacité maximale de spectateurs dans les tribunes est restreinte en raison de la pandémie de Covid-19.
L'affluence à domicile de l'USL Dunkerque atteint un total :
- de 3 793 spectateurs en 5 rencontre de Ligue 2 (dont 2 à huis clos), soit une moyenne de 759/match.
- de 2 762 spectateurs en 5 rencontre toutes compétitions confondues (dont 2 à huis clos), soit une moyenne de 759/match.

Affluence de Dunkerque à domicile

### Retransmission télévisée
| Diffuseur   | Rencontres |
| ----------- | ---------- |
| BeIn Sports | 1          |
| Téléfoot    | 10         |
| Total       | 11         |

#### Site officiel de l'USL Dunkerque
1. ↑  « Fabien Mercadal nommé entraîneur de l'USL Dunkerque », site de l'USLD, 16 mai 2020. Consulté le 16 mai 2020.
2. ↑  « Harouna Sy, première recrue de l'USL Dunkerque», site de l'USLD, 25 mai 2020. Consulté le 25 mai 2020.
3. ↑  « Billy Ketkeophomphone s'engage avec l'USLD», site de l'USLD, 27 mai 2020. Consulté le 27 mai 2020.
4. ↑  « Kevin Rocheteau renforce l'effectif maritime», site de l'USLD, 29 mai 2020. Consulté le 29 mai 2020.
5. ↑  « Adon Gomis renforce la défense maritime», site de l'USLD, 19 juin 2020. Consulté le 22 juin 2020.
6. ↑  « Leverton Pierre s'engage avec l'USL Dunkerque», site de l'USLD, 2 juillet 2020. Consulté le 2 juillet 2020.
7. ↑  « Redouane Kerrouche rejoint l'USL Dunkerque», site de l'USLD, 2 juillet 2020. Consulté le 2 juillet 2020.
8. ↑  « Alioune Ba renforce la défense maritime», site de l'USLD, 3 juillet 2020. Consulté le 3 juillet 2020.
9. ↑  « [hhttps://www.usldunkerque.com/ibrahim-cisse-rejoint-lusld/ Ibrahim Cissé rejoint l'USLD»], site de l'USLD, 11 juillet 2020. Consulté le 14 juillet 2020.
10. ↑  « Jérémy Vachoux s'engage avec les « bleu et blanc » », site de l'USLD, 24 juillet 2020. Consulté le 24 juillet 2020.
11. ↑  « Malik Tchokounté de retour dans la cité de Jean Bart », site de l'USLD, 18 août 2020. Consulté le 18 août 2020.
12. ↑  « Fantamady Diarra renforce l'USL Dunkerque », site de l'USLD, 5 octobre 2020. Consulté le 7 octobre 2020.
13. ↑  « L'USLD et Claude Robin mettent fin à leur collaboration», site de l'USLD, 13 mai 2020. Consulté le 13 mai 2020.
14. 1 2 3 4 5 6 7 8 9  « Le point sur l'effectif 2020-2021», site de l'USLD, 25 mai 2020. Consulté le 25 mai 2020.
15. ↑  « Alexis Calant quiite l'USL Dunkerque», site de l'USLD, 31 août 2020. Consulté le 2 septembre 2020.

#### L'Équipe
1. ↑  « Ilan Kebbal (Reims) prêté à l'usl Dunkerque», site de l'L'Équipe, 2 juillet 2020. Consulté le 2 juillet 2020.

#### Autres
1. ↑  Effectif 2020-2021 sur transfermarkt.com
2. ↑  Seule la nationalité sportive est indiquée. Un joueur peut avoir plusieurs nationalités mais n'a le droit de jouer que pour une seule sélection nationale.
3. ↑  Seule la sélection la plus importante est indiquée.